# Al-Samaqiyah al-Qibliyah
Smaqiyeh Qabliyeh (tiếng Ả Rập: السماقية القبلية) là một ngôi làng Syria nằm ở Al-Hamraa Nahiyah ở huyện Hama, Hama. Theo Cục Thống kê Trung ương Syria (CBS), Smaqiyeh Qabliyeh có dân số 748 trong cuộc điều tra dân số năm 2004.